# ظرن (جبلة)

تعديل مصدري - تعديل

ظرن هي إحدى قرى عزلة المعشار بمديرية جبلة التابعة لمحافظة إب، بلغ تعداد سكانها 542 نسمة حسب تعداد اليمن لعام 2004.